# Museyib Amirov
Pour les articles homonymes, voir Amirov.
 (août 2021).
Museyib Amirov (en azéri : Müseyib Arif oğlu Əmirov), né en 1963 à Bakou, est un peintre azerbaïdjanais, artiste émérite d'Azerbaïdjan. Il est le fils du peintre très apprécié, Arif Amirov, et petit-fils de Museyib Chahbazov, commissaire à l'éducation publique de la RSS d'Azerbaïdjan.

## Biographie
Museyib Amirov est diplômé de l'École d'art d'État d'Azerbaïdjan A. Azimzade en 1979 et de l'Université d'État de la Culture et des Arts d'Azerbaïdjan en 1987. Il est membre de l'Union des artistes d'Azerbaïdjan depuis 1996. En 2007, il reçoit le titre honorifique d'artiste émérite d'Azerbaïdjan.

## Œuvre
Les œuvres d'Amirov sont exposées à la galerie Marmara à Istanbul, en Turquie, au ministère de la Culture de la fédération de Russie, au ministère de la Culture et du Tourisme de la république d'Azerbaïdjan, à la Galerie d'art, à la Galerie Ocag, à la Galerie Q, au musée national d'Azerbaïdjan d'Art et musée d'Art contemporain. Ses travaux sont aussi conservés dans des collections privées en Russie, aux États-Unis, en Suède, en Allemagne, en Grande-Bretagne, en Turquie, en Italie, au Danemark et en Norvège.
Museyib Amirov enseignait la peinture expérimental à l'Académie des arts d'Azerbaïdjan. Aujourd'hui, il travaille comme artiste indépendant.

## Expositions
M.Amirov a participé à de grands projets internationaux, dont la série d'expositions Fly to Baku, l'exposition d'art Baku-Paris: 20 Artists in Paris, une exposition d'artistes azerbaïdjanais modernes à la IMF Gallery à Washington, ainsi que Grands et jeunes d'aujourd'hui  à Paris.
L'exposition de Museyib Amirov a lieu à la galerie YAY(été) de Bakou, qui expose fièrement des artistes émergents et établis depuis plus d'un an. Tous les bénéfices des ventes d'œuvres d'art sont partagés entre les artistes et l'association à but non lucratif YARAT, qui finance et soutient les artistes et leurs projets. La galerie organise régulièrement des conférences, des présentations vidéo et des master classes.